# نینا اسکیمه
نینا اسکیمه (انگلیسی: Nina Skeime؛ زادهٔ ۲۱ مهٔ ۱۹۶۲) اسکی‌باز صحرانوردی اهل نروژ است.